# Lijst van rijksmonumenten in Borgercompagnie
De plaats Borgercompagnie telt 14 inschrijvingen in het rijksmonumentenregister. Hieronder een overzicht. 
| Object                                                                                       | Oorspronkelijke functie? | Bouwjaar                     | Architect      | Locatie                  | Coördinaten?                 | Nr.?   | Afbeelding |
| -------------------------------------------------------------------------------------------- | ------------------------ | ---------------------------- | -------------- | ------------------------ | ---------------------------- | ------ | --- |
| Oldambtster boerderij met twee krimpen en twee rijen zaadzoldervensters                      | Boerderij                | ca. 1870                     |                | Borgercompagnie 109      | 53° 6' 58" NB, 6° 49' 14" OL | 36885  | Meer afbeeldingen                                                                                             |
| Mariahoeve                                                                                   | Boerderij                | ca. 1870                     |                | Borgercompagnie 210      | 53° 6' 20" NB, 6° 49' 37" OL | 36886  | Meer afbeeldingen                                                                                             |
| Villaboerderij in een aan het rationalisme en de interbellum-architectuur verwante bouwtrant | Boerderij                | 1924                         | N. Boiten Rzn. | Borgercompagnie 156      | 53° 6' 48" NB, 6° 49' 15" OL | 515361 | Villaboerderij 1 Villaboerderij in een aan het rationalisme en de interbellum-architectuur verwante bouwtrant |
| Villaboerderij, kleine bijschuur                                                             | Boerderij                | waarsch. 1924                |                | bij Borgercompagnie 156  | 53° 6' 48" NB, 6° 49' 15" OL | 515362 | Upload foto                                                                                                   |
| Villaboerderij, hek                                                                          | Erfscheiding             | 1924                         |                | bij Borgercompagnie 156  | 53° 6' 48" NB, 6° 49' 16" OL | 515363 | Upload foto                                                                                                   |
| Oldambtster boerderij in eclectische stijl met art-nouveau-elementen                         | Boerderij                | ca. 1900                     |                | Borgercompagnie 178      | 53° 6' 35" NB, 6° 49' 26" OL | 515365 | Meer afbeeldingen                                                                                             |
| Oldambtster boerderij, tuinhuis                                                              | Tuin, park en plantsoen  | ca. 1900                     |                | bij Borgercompagnie 178  | 53° 6' 36" NB, 6° 49' 12" OL | 515366 | Upload foto                                                                                                   |
| Oldambtster boerderij, garage                                                                | Opslag                   | ca. 1900                     |                | bij Borgercompagnie 178  | 53° 6' 35" NB, 6° 49' 26" OL | 515367 | Upload foto                                                                                                   |
| Geert Veenhuizenhoeve                                                                        | Boerderij                | 1922                         |                | Borgercompagnie 226      | 53° 6' 2" NB, 6° 49' 50" OL  | 515369 | Geert Veenhuizenhoeve                                                                                         |
| Geert Veenhuizenhoeve, bijschuur                                                             | Boerderij                | 1922                         |                | bij Borgercompagnie 226  | 53° 6' 2" NB, 6° 49' 50" OL  | 515370 | Upload foto                                                                                                   |
| Oldambtster boerderij met drie krimpen en een rij zaadzoldervensters                         | Boerderij                | 1866                         |                | Borgercompagnie 130      | 53° 7' 1" NB, 6° 49' 7" OL   | 515392 | Oldambtster boerderij 3 1 Oldambtster boerderij met drie krimpen en een rij zaadzoldervensters                |
| Oldambtster boerderij, bijschuur                                                             | Boerderij                | ca. 1866                     |                | bij Borgercompagnie 130  | 53° 7' 1" NB, 6° 49' 7" OL   | 515393 | Upload foto                                                                                                   |
| Oldambster boerderij in ambachtelijk-traditionele stijl met eclectische elementen            | Boerderij                | 1887 1981 (verb.)            |                | Borgercompagnie 33       | 53° 8' 17" NB, 6° 48' 15" OL | 520966 | Upload foto                                                                                                   |
| Voetgangersbrug                                                                              | Brug                     | begin 19e eeuw 2002 (renov.) |                | t.o. Borgercompagnie 221 | 53° 6' 15" NB, 6° 49' 43" OL | 526227 | Voetgangersbrug                                                                                               |